# 臺北刑務所

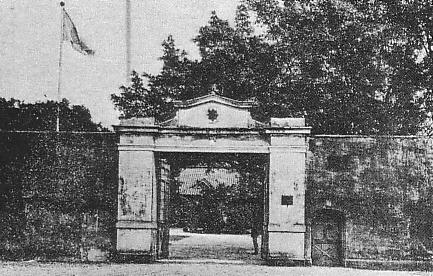
明治時期的台北刑務所

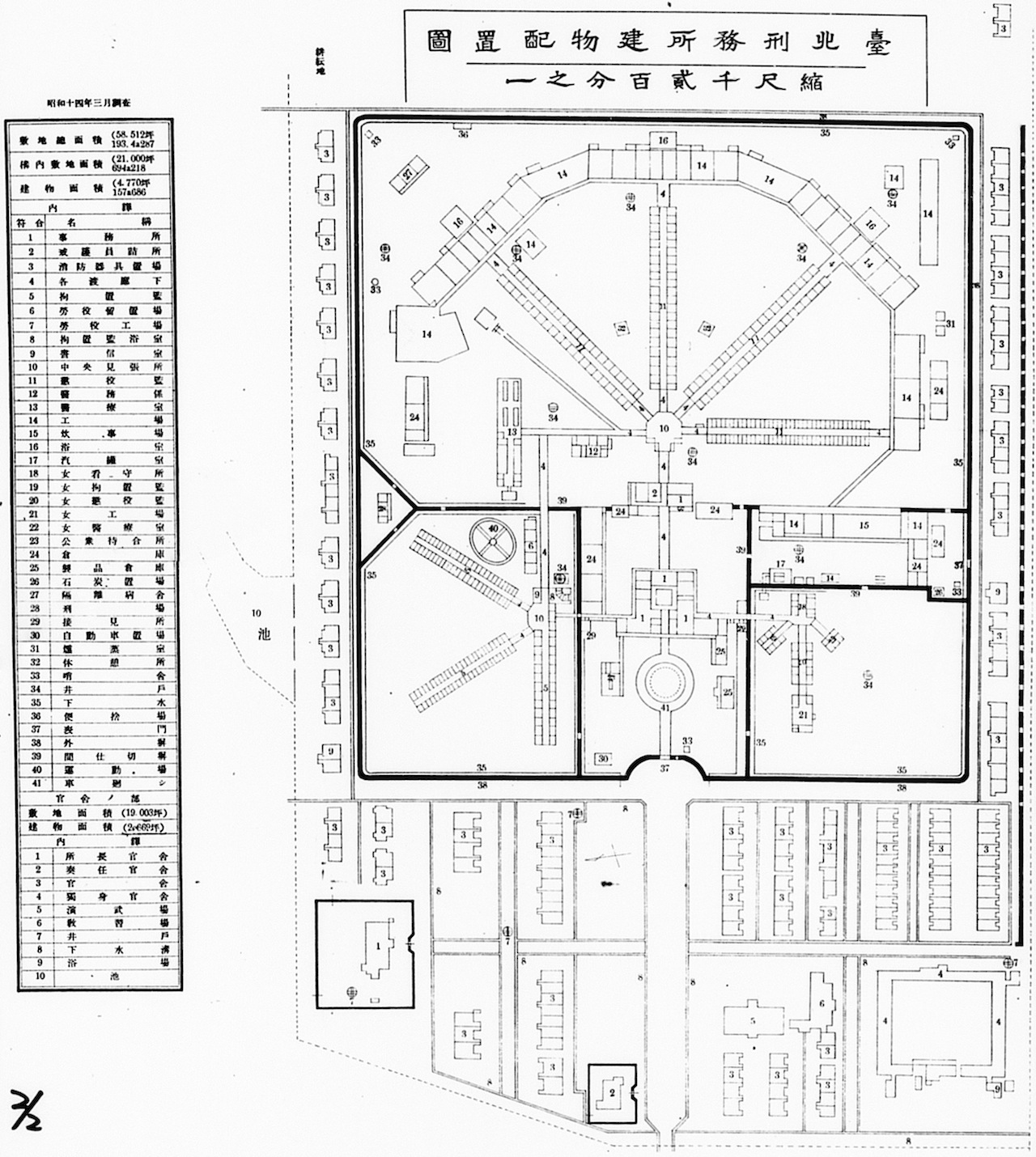
建物配置圖

臺北刑務所是台灣日治時期的一座監獄，位於臺北市福住町。監獄建築建於1904年，戰後仍持續使用至1963年至位於桃園龜山的新臺北監獄啟用。至今留存的部分，只有臺北監獄圍牆遺蹟與臺北刑務所官舍。

## 歷史
臺北刑務所原先是在1896年（明治29）年時借清朝參府衙門舊址加以修補而成，當時名稱為「臺北縣臺北監獄署」；1897年時又隨地方官官制改變而成「臺北縣監獄署」，1900年時又改稱「臺北監獄」。新築於台北城外的監獄完成於1904年，佔地總面積有58,752坪。1924年（大正13年）時，再改名「臺北刑務所」。
二次大戰時期，臺北刑務所成為關押與處決盟軍戰俘的處所，被處決者包括14名美國海軍與陸軍航空軍成員。
1945年中華民國接管臺灣後，改為臺灣臺北監獄。

## 文化資產

### 原臺北刑務所官舍
台北刑務所的宿舍設置在刑務所的南北兩側，而戰後在刑務所入社與周遭居民形成華光社區。法務部於2014年7月開始拆除北面的宿舍，隔月進行文化資產會勘後即拆除。南面的宿舍則於2013年底登錄為台北市歷史建築，但2016年9月發生火災，2022年1月15日整修後開放為藝文空間。